# Pelargonium panduriforme
Pelargonium panduriforme är en näveväxtart som beskrevs av Christian Friedrich Frederik Ecklon och Zeyh. Pelargonium panduriforme ingår i släktet pelargoner, och familjen näveväxter. Inga underarter finns listade i Catalogue of Life.